# Uretra
En anatomía, la uretra es un conducto por el que pasa la orina en la fase final del proceso urinario desde la vejiga hasta el meato urinario y el exterior del cuerpo durante la micción. La función de la uretra es excretar en ambos sexos —aunque presente diferencias anatómicas entre los mismos— y también cumple una función reproductiva en el varón permitiendo el paso del semen desde las vesículas seminales que abocan a la próstata hasta el exterior, es decir, este conducto es compartido por los aparatos urinario y reproductor masculinos.

## Función
La uretra es el conducto excretor de la orina que se extiende desde el cuello de la vejiga hasta el meato urinario externo.
Es diferente en ambos sexos, sin embargo, presenta algunas diferencias de las que es interesante destacar. En las mujeres, la uretra mide cerca de 3 a 3,5 cm de longitud y se abre al exterior del cuerpo justo encima de la vagina. En los varones, la uretra mide cerca de 20 cm de largo, pasa por la glándula prostática y luego a través del pene al exterior del cuerpo. En el varón, la uretra es un conducto común al aparato urinario y al aparato reproductor, por tanto, su función es llevar al exterior tanto la orina como el líquido seminal. En los varones, la uretra parte de la zona inferior de la vejiga, pasa por la próstata y forma parte del pene. En la mujer, sin embargo, es mucho más corta, pues su recorrido es menor. Está adherida firmemente a la pared de la vagina, no pasa por la próstata —en el caso de las mujeres, las glándulas de Skene son homólogas, en su origen embrionario y sus funciones, a la próstata masculina— y no tiene, como en el varón, una función reproductiva.

## Anatomía

### Uretra femenina
En la mujer la uretra tiene una longitud de 3,5 centímetros y se encuentra en la vulva, entre el clítoris y el introito vaginal. Esta corta longitud de la uretra femenina explica la mayor susceptibilidad de infecciones urinarias en las mujeres.
No hay que confundir el uréter con la uretra. Su función es parecida, transportar los orines de un lugar a otro pero mientras que el uréter es el encargado de conducir la orina de los riñones a la vejiga, la uretra la conduce de la vejiga al exterior. Ambos son dos partes fundamentales del sistema urinario y ambos son conductos que transportan la orina, pero presentan diferencias.

### Uretra masculina
En el varón la uretra tiene una longitud de unos veinte centímetros y se abre al exterior en el meatus uretral del glande con un diámetro de 6 mm. Debido a esta longitud el sondaje urinario masculino es más difícil que el femenino. En este largo recorrido, la uretra masculina tiene distintas porciones que son:

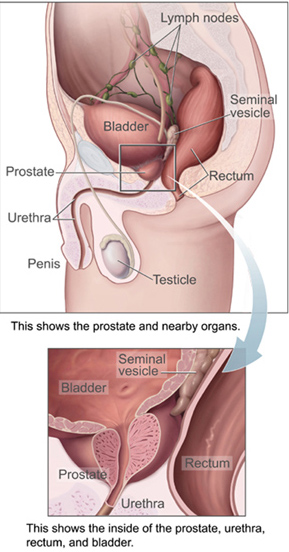

- Uretra prostática: Discurre a través de la glándula prostática, a esta estructura es donde vierten su contenido los conductos eyaculadores.
- Uretra membranosa: Es una corta porción de uno o dos centímetros a través de la musculatura del suelo de la pelvis que contiene el esfínter uretral externo, un músculo estriado que controla voluntariamente la micción. La uretra membranosa es la porción más estrecha de la uretra.
- Uretra esponjosa: Se llama así porque se encuentra en el interior del cuerpo esponjoso del pene, una vaina eréctil que recorre toda la cara ventral del pene. Llega al glande y se abre en el meato. Tiene una longitud de unos 9-11 centímetros.

## Enfermedades
- Hipospadias
- Uretritis
- Estenosis uretral
- Sondeo uretral